# William Wyler
William Wyler, född Wilhelm Weiller den 1 juli 1902 i dåvarande Mülhausen i Kejsardömet Tyskland (nuvarande Mulhouse, Frankrike), död 27 juli 1981 i Los Angeles, Kalifornien, USA, var en tyskfödd amerikansk filmregissör. Han har vunnit Oscar för bästa regi vid tre tillfällen, och har bland annat regisserat Prinsessa på vift (1953) med Audrey Hepburn.
Under andra världskriget jobbade William Wyler med propagandafilmer för U.S. Office of War Information.

## Filmografi i urval
- 1923 – Ringaren i Notre Dame (assisterande regissör, ej krediterad)
- 1936 – De tre
- 1936 – Varför byta männen hustru?
- 1936 – Männen från storskogen
- 1937 – I skyskrapornas skugga
- 1938 – Skandalen kring Julie
- 1939 – Svindlande höjder
- 1940 – En västerns riddersman
- 1940 – Brevet
- 1941 – Kvinnan utan nåd
- 1942 – Mrs. Miniver
- 1944 – The Memphis Belle: A Story of a Flying Fortress
- 1946 – De bästa åren
- 1949 – Arvtagerskan
- 1951 – Polisstation 21
- 1952 – Solnedgång
- 1953 – Prinsessa på vift
- 1955 – Skräckens timmar
- 1956 – Folket i den lyckliga dalen
- 1958 – Det stora landet
- 1959 – Ben-Hur
- 1961 – Ryktet
- 1965 – Samlaren
- 1966 – Hur man stjäl en miljon
- 1968 – Funny Girl